# 제1기 잉만 내각
제1기 잉그만 내각(핀란드어: Ingmanin ensimmäinen hallitus 잉그마닌 엔심매이넨 할리투스[*])은 독립 핀란드의 세 번째 내각이자 원로원이 아닌 국가평의회를 칭한 최초의 내각이다.
1918년 11월 27일부터 1919년 4월 17일까지 지속되었다. 핀란드에 괴뢰 왕국을 세우고 제후로 삼으려던 독일 제국이 제1차 세계 대전에 패배하여 망함에 따라 핀란드의 왕정복고 운동이 사그라지고 민주공화국으로 탈바꿈했다.
| 직책                                                     | 성명                | 재임기간                         | 정당 | 정당          |
| -------------------------------------------------------- | ------------------- | -------------------------------- | ---- | ------------- |
| 총리 Pääministeri                                        | 라우리 잉그만       | 1918년 11월 27일–1919년 4월 17일 |      | 국민연합당    |
| 외무장관 Ulkoasiainministeri                             | 칼 엔켈             | 1918년 11월 27일–1919년 4월 17일 |      | 무소속        |
| 외무장관보 Apulaisulkoasiainministeri                    | 레오 에른로트       | 1918년 11월 27일–1919년 4월 17일 |      | 스웨덴 인민당 |
| 법무장관 Oikeusministeri                                 | 카를 쇤데르홀름     | 1918년 11월 27일–1919년 4월 17일 |      | 스웨덴 인민당 |
| 전쟁장관 Sotaministeri                                   | 루돌프 발덴         | 1918년 11월 27일–1919년 4월 17일 |      | 무소속        |
| 내무장관 Sisäasiainministeri                             | 안티 툴렌헤이모     | 1918년 11월 27일–1919년 4월 17일 |      | 국민연합당    |
| 재무장관 Valtiovarainministeri                           | 카를로 카스트렌     | 1918년 11월 27일–1919년 4월 17일 |      | 국민진보당    |
| 재무장관보 Apulaisvaltiovarainministeri                  | 유호 벤놀라         | 1918년 11월 27일–1919년 4월 17일 |      | 국민진보당    |
| 종무교육장관 Kirkollis- ja opetusministeri               | 미카엘 소이니넨     | 1918년 11월 27일–1919년 4월 17일 |      | 청년 핀란드당 |
| 농무장관 Maatalousministeri                              | 운노 브란데르       | 1918년 11월 27일–1919년 4월 17일 |      | 농업동맹      |
| 운수공공장관 Kulkulaitosten ja yleisten töiden ministeri | 베른하르드 부올레   | 1918년 11월 27일–1919년 4월 17일 |      | 국민연합당    |
| 상공장관 Kauppa- ja teollisuusministeri                  | 율리우스 스튀에른발 | 1918년 11월 27일–1919년 4월 17일 |      | 스웨덴인당    |
| 사회장관 Sosiaaliministeri                               | 에로 에르코         | 1918년 11월 27일–1919년 4월 17일 |      | 국민연합당    |
| 지역장관 Elintarveministeri                              | 미코 콜란           | 1918년 11월 27일–1919년 4월 17일 |      | 국민진보당    |

| 전임 제1차 파시키비 원로원 | 제1대 핀란드 공화국의 내각 1918년 11월 27일–1919년 4월 17일 | 후임 카스트렌 내각 |